# Hannu Takkula
 (décembre 2015).
Si vous disposez d'ouvrages ou d'articles de référence ou si vous connaissez des sites web de qualité traitant du thème abordé ici, merci de compléter l'article en donnant les références utiles à sa vérifiabilité et en les liant à la section « Notes et références ».
Hannu Takkula, né le 20 novembre 1963 à Ristijärvi, est un homme politique finlandais, membre du Parti du centre (Kesk). Il est député au Parlement européen de 2004 à 2014, puis à partir de 2015 — à la suite de la démission d'Olli Rehn — et jusqu'en 2018.

## Biographie

### Carrière professionnelle
Avant de fréquenter l'université, Hannu Takkula a étudié la musique au conservatoire de Tampere et s'est spécialisé dans le chant. Il a obtenu une maîtrise de pédagogie à l'université de Laponie en 1993. Professeur à l'école secondaire Anetjärvi de Posio de 1992 à 1995.

### Carrière politique
Hannu Takkula a ensuite été élu au Parlement finlandais où il a été membre de la commission de l'éducation et de la culture, de la commission de l'environnement et de la commission des affaires étrangères jusqu'en 2004. 
Hannu Takkula est actuellement[Quand ?] le coordonnateur de son groupe, ALDE, à la commission de la culture et de l'éducation du Parlement européen (CULT), membre de la délégation du Parlement européen pour les relations avec Israël, membre de la délégation pour les relations avec l'Australie et la Nouvelle-Zélande et membre de l'Assemblée parlementaire de l'Union pour la Méditerranée, ainsi que membre suppléant de la commission de l'industrie, de la recherche et de l'énergie (ITRE).
Ses travaux portent principalement sur les domaines de l'éducation, de la culture, des sports, des affaires étrangères ainsi que de la recherche et de l'innovation. Il est membre du groupe Alliance des démocrates et des libéraux pour l'Europe (ADLE).
Au cours des cinq dernières années, Hannu Takkula a accueilli l'événement annuel d'une semaine « Soutenir le multilinguisme à travers l'évaluation linguistique » au Parlement européen avec le vice-président Miguel Ángel Martínez Martínez.